# Pandia (lune)
Pour les articles homonymes, voir Pandia (homonymie).
Jupiter LXV Pandia (désignation provisoire S/2017 J 4) est un satellite naturel de Jupiter de 3 km de diamètre.

## Historique

### Découverte
L'objet a été découvert par l'équipe par Scott S. Sheppardet son équipe le 23 mars 2017, l'annonce de la découverte n'ayant cependant été faite que le 17 juillet 2018 via une publication du Centre des planètes mineures.
Le satellite reçoit sa désignation permanente, Jupiter LXV, le 25 septembre 2018 dans la Minor Planet Circular no 111804.

### Dénomination
Temporairement désigné S/2017 J 4,Il reçoit son nom, Pandia, le 19 août 2019. Ce nom est celui d'une déesse mineure de la mythologie grecque, fille de Zeus (équivalent grec de Jupiter) et de Séléné, la déesse de la pleine lune Pandia (en grec ancien Πανδία / Pandīa).

## Nom
La lune a été nommée en 2019 d'après Pandia (Πανδία Pandīa), la déesse grecque de la pleine lune, fille de Zeus et de Séléné. Pandia figurait parmi les suggestions les plus populaires d'un concours de noms organisé par le Carnegie Institute sur Twitter, la proposition la plus importante provenant du club d'astronomie de l'école Lanivet en Cornouailles, Royaume-Uni, qui a été soumise en leur nom par l'utilisateur " @emmabray182 ". Ils ont choisi Pandia parce que la mascotte de leur école est un panda et que leur village local fournissait autrefois du bambou pour un panda au zoo de Londres,,.